# 투수사
투수사(鬪獸士 라틴어: Bestiarii)란 고대 로마에서 맹수들과 싸우는 임무를 부여받거나 그런 처지에 내몰린 사람들을 일컫는다. 투수사는 두 가지 부류가 있는데 하나는 사실상의 사형으로 맹수와 싸움으로서 죽음에 내몰린 경우와 두 번째는 보수를 받고 일하는 전문 투수사, 또는 자신의 용맹을 보이기 위해서 자원하는 경우이다. 후자의 경우(보수를 받고 일하는 사람)는 특히 검투사와도 혼동되는데 보통 검투사는 다른 사람과 싸우는 경우를 일컫는다.

## 같이 보기
- 검투사